# L'ultimo colpo di mamma
L'ultimo colpo di mamma (The Sleepover) è un film del 2020 diretto da Trish Sie.

## Distribuzione
Il film è stato distribuito sulla piattaforma Netflix a partire dal 21 agosto 2020.